# Crassopleura
Crassopleura is een geslacht van weekdieren uit de klasse van de Gastropoda (slakken).

## Soort
- Crassopleura maravignae (Bivona Ant. in Bivona And., 1838)